# 三陵墓群
三陵墓群，位于中国河北省邯郸市陈三陵村、寺窑村、周窑村一带，为邯郸市邯郸县的一个省级文物保护单位，类型为古墓葬，公布时间为1982年7月23日。
三陵墓群的历史年代为战国、汉朝。